# 上行口蓋動脈
上行口蓋動脈（じょうこうこうがいどうみゃく）は、頭頸部の動脈の一つ。顔面動脈の枝で、上咽頭収縮筋に向かう。

## 構造
顔面動脈の始点の近くで起こり、茎突舌筋と茎突咽頭筋の間を咽頭側面へ上昇し、上咽頭収縮筋と内側翼突筋の間に沿って頭蓋底近くまで進む。
口蓋帆挙筋の近くで二つの枝を分岐する。一つは口蓋帆挙筋に栄養を供給し、上咽頭収縮筋上縁上で曲がりくねり、軟口蓋及び口蓋腺に栄養を供給し、反対側同名枝及び顎動脈の枝である下行口蓋動脈と吻合する。もうひとつの枝は上咽頭収縮筋を貫き、口蓋扁桃と耳管に栄養を供給し、顔面動脈扁桃枝及び、上行咽頭動脈と吻合する。